# Gonzalo Galindo
Gonzalo Germán Galindo Sánchez (Cochabamba, 20 ottobre 1974) è un ex calciatore boliviano, di ruolo centrocampista.

## Biografia
Anche suo figlio Matías è un calciatore professionista.

## Caratteristiche tecniche
Gioca come centrocampista offensivo; grazie alle sue abilità tecniche è considerato uno dei migliori centrocampisti della Bolivia.

## Carriera

### Club
Debuttò nel 1996 con il Jorge Wilstermann, trasferedosi al Bolivar dopo aver vinto il campionato boliviano di calcio; nel 2005 passò agli ecuadoriani dell'Emelec, squadra in cui ritrovò l'ex allenatore della Bolivia, Jorge Habegger. Dopo 12 presenze ed un gol nel campionato ecuadoriano, si trasferì in Perù, all'Alianza Lima poi nuovamente al Wilstermann (dove vinse il titolo del 2006) e al The Strongest. Nel 2008 è passato al Real Potosí, con cui ha partecipato al turno preliminare della Coppa Libertadores 2009, perso contro il Palmeiras.

### Nazionale
Ha debuttato per la Bolivia nel 1999, totalizzando 43 presenze e 3 gol.

## Palmarès

### Club
- Campionato boliviano: 5

Jorge Wilstermann: 2000, 2006
Bolívar: 2002, Apertura 2004, 2005-AD

### Individuale
- Capocannoniere della Copa Sudamericana: 1

2002 (4 reti, con Rodrigo Astudillo e Pierre Webó)